# Kitija Laksa
Kitija Laksa (ur. 21 maja 1996 w Rydze) – łotewska, koszykarka występująca na pozycji niskiej skrzydłowej, reprezentantka kraju, obecnie zawodniczka Virtusu Bolonia, a w okresie letnim Dallas Wings w WNBA.
28 lutego 2023 zawarła kontrakt z Dallas Wings.

## Osiągnięcia
Stan na 13 marca 2023, na podstawie, o ile nie zaznaczono inaczej.

### NCAA
- Uczestniczka rozgrywek:
  - II rundy turnieju NCAA (2016)
  - turnieju NCAA (2016–2018)
- Najlepsza:
  - pierwszoroczna zawodniczka konferencji American Athletic (AAC – 2016)
  - sportsmenka-stypendystka AAC (2018)
- Zaliczona do:
  - I składu:
    - AAC (2017, 2018)
    - turnieju AAC (2017, 2018)
    - najlepszych pierwszorocznych zawodniczek AAC (2016)

  - II składu AAC (2016)
  - składu:
    - honorable mention WBCA All-America (2017, 2018)
    - WBCA All-Region 3 (2017, 2018)
- Liderka:
  - NCAA:
    - wszech czasów w skuteczności rzutów wolnych, uzyskanej w trakcie jednego sezonu (2018 – 96,5%)
    - w skuteczności rzutów wolnych (2018 – 96,5%)[5]

  - AAC w:
    - liczbie:
      - punktów (2018 – 717)
      - oddanych rzutów z gry (2017 – 573, 2018 – 602)
      - celnych (126) i oddanych (330) rzutów za 3 punkty (2018)

    - skuteczności rzutów:
      - wolnych (2018 – 96,5%)
      - za 3 punkty (2016 – 42%)
- Zawodniczka kolejki:
  - NCAA (13.02.2018 według  espnW, 19.12.2017 według  USBWA, 13.02.2018 według  USBWA, Citizen Naismith Trophy)
  - AAC (17.11.2017, 18.12.2017, 12.02.2018)
- Najlepsza pierwszoroczna zawodniczka kolejki NCAA (21.01.2016 według USBWA)

### Drużynowe
- Mistrzyni :
  - Włoch (2022)[6]
  - Łotwy (2014, 2015, 2020, 2021)
- Wicemistrzyni:
  - Bałtyckiej Ligi Koszykówki (2015)
  - Łotwy (2013)
- Zdobywczyni:
  - Pucharu Włoch (2022)[7]
  - Superpucharu Włoch (2021)[8]

### Indywidualne
- MVP:
  - finałów ligi włoskiej (2022)[6]
  - Pucharu Włoch (2022)[7]
  - Superpucharu Włoch (2021)[8]
  - miesiąca Euroligi (luty 2023)[9]

### Reprezentacja

#### Seniorska
- Uczestniczka:
  - mistrzostw:
    - świata (2018 – 13.miejsce)
    - Europy (2013 – 13.miejsce, 2015 – 13.miejsce, 2017 – 6.miejsce)

  - kwalifikacji do Eurobasketu (2015, 2021, 2023)

#### Młodzieżowe
- Brązowa medalistka mistrzostw Europy U–16 (2011, 2012)
- Uczestniczka mistrzostw Europy:
  - U–20 (2014 – 5. miejsce)
  - U–18 dywizji B (2012 – 9. miejsce, 2013 – 4. miejsce)